# The Essential Johnny Cash
The Essential Johnny Cash är ett samlingsalbum av Johnny Cash som innehåller både låtar från hans tid i The Highwaymen samt duetter med bl.a. Bob Dylan, Bono och hans avlidna fru June Carter Cash.

## Låtlista

### CD1
1. "Hey Porter" – 2:13
2. "Cry! Cry! Cry!" – 2:23
3. "I Walk the Line" – 2:43
4. "Get Rhythm" – 2:13
5. "There You Go" – 2:17
6. "Ballad of a Teenage Queen" (Jack Clement) – 2:11
7. "Big River" – 2:31
8. "Guess Things Happen That Way" (Jack Clement) – 1:49
9. "All Over Again" – 2:12
10. "Don't Take Your Guns to Town" – 3:02
11. "Five Feet High and Rising" – 1:46
12. "The Rebel - Johnny Yuma" (Richard Markowitz/Andrew Fenady) – 1:52
13. "Tennessee Flat Top Box" – 2:58
14. "I Still Miss Someone" (Johnny Cash/Roy Cash Jr.) – 2:34
15. "Ring of Fire" (June Carter/Merle Kilgore) – 2:35
16. "The Ballad of Ira Hayes" (Peter LaFarge) – 4:07
17. "Orange Blossom Special" (E.T. Rouse) – 3:06
18. "Were You There (When They Crucified My Lord)" (traditionell, arrangerad av Johnny Cash) – 3:51

### CD2
1. "It Ain't Me, Babe" (Bob Dylan) – 3:03 med June Carter Cash
2. "The One on the Right Is on the Left" (Jack Clement) – 2:47
3. "Jackson" (Jerry Leiber [as Gaby Rodgers]/Billy Edd Wheeler) – 2:44 med June Carter Cash
4. "Folsom Prison Blues" (live på Folsom Prison) – 2:44
5. "Daddy Sang Bass" (Carl Perkins) – 2:20
6. "Girl from the North Country" (Bob Dylan) – 3:42 av Bob Dylan och Johnny Cash; finns även på Dylan's Nashville Skyline
7. "A Boy Named Sue" (Shel Silverstein) – 3:46
8. "If I Were a Carpenter" (Tim Hardin) – 2:59 med June Carter Cash
9. "Sunday Mornin' Comin' Down" (Kris Kristofferson) – 4:09
10. "Flesh and Blood" – 2:36
11. "Man in Black" – 2:52
12. "Ragged Old Flag" - 3:09
13. "One Piece at a Time" (Wayne Kemp) – 4:01
14. "(Ghost) Riders in the Sky" (Stan Jones) – 3:44
15. "Song of the Patriot" (Marty Robbins/S. Milete) - 3:29 med Marty Robbins
16. "Highwayman" (Jimmy Webb) – 3:03 med Willie Nelson, Waylon Jennings, och Kris Kristofferson: The Highwaymen
17. "The Night Hank Williams Came to Town" (B. Braddock/C. Williams) - 3:24 med Waylon Jennings
18. "The Wanderer" (Bono, The Edge, Larry Mullen, Jr., Adam Clayton) – 4:43 av U2 och Johnny Cash; finns även på U2's album Zooropa

Alla låtar är skrivna av Johnny Cash förutom där annat står skrivet.